# Vicenza
Vicenzaⓘ ([viˈʧɛnʦa], pol. uproszczona: wiczenca) – miasto i gmina w północno-wschodnich Włoszech, w regionie Wenecja Euganejska, w prowincji Vicenza. Leży u podnóży Alp Weneckich, nad rzeką Bacchiglione w dorzeczu Brenty, w odległości ok. 60 km na zachód od Wenecji i ok. 200 km na wschód od Mediolanu.
W grudniu 2008 Vicenza liczyła 115 000 mieszkańców, a jej obszar metropolitalny 270 000 osób.
Vicenzę rozsławił przede wszystkim XVI-wieczny renesansowy architekt Andrea Palladio. Do jego tradycji nawiązują dzieła Vincenza Scamozzi. Poza ich budowlami istnieje tu wiele innych zabytków sztuki z różnych epok, co czyni miasto celem turystyki kulturalnej.
W Vicenzy znajduje się amerykańska baza wojskowa Ederle.

## Historia
Dzieje miasta sięgają starożytności. Pierwsza osada powstała między 11 a 7 wiekiem p.n.e. Obszar ten zamieszkiwali Euganejczycy, później (w III – II w. p.n.e.) Wenetowie. Kultura Wenetów wykazywała wpływy Etrusków i Greków. Byli oni sprzymierzeńcami Rzymu w walce przeciwko Galom. W późniejszym okresie ulegli romanizacji (latynizacji). W 49 p.n.e. mieszkańcy Vicetii lub Vincentii (nazwa miasta oznacza „zwycięstwo”) otrzymali obywatelstwo rzymskie. Miasto leżało przy ważnej drodze z Mediolanu do Akwilei, jednak pozostawało w cieniu Patavium (Padwy). Był tu teatr i akwedukt. Z tamtych czasów pozostały trzy mosty przez rzeki Bacchiglione i Retrone oraz pojedyncze łuki akweduktu obok Porta Santa Croce.
U schyłku cesarstwa zachodniorzymskiego miasto przeżywało najazdy Herulów, Wandalów, Wizygotów i Hunów. Ostrogoci zdobyli Vicenzę w 489. Później przeszła pod panowanie Bizancjum i wcielone do egzarchatu Rawenny. W VI w. (prawdopodobnie w 569) zdobyli je Longobardowie i włączyli do swego królestwa, w którym pozostawało aż do jego podboju przez Karola Wielkiego.
W 899 Vicenza została zniszczona przez Madziarów.
W 1001 cesarz Otton III przekazał władzę nad miastem biskupowi, ale wkrótce Vicenza osiągnęła niezależność. W 1167 przystąpiła do Ligi Lombardzkiej, walczącej z cesarzem Fryderykiem I. Po zawarciu pokoju Liga rozpadła się na zwalczające się frakcje.
W czasie walk reaktywowanej Ligi Lombardzkiej z cesarzem Fryderykiem II podesta Alberico da Romano (wybrany w 1230) raz był po stronie gwelfów a raz gibelinów, podobnie jak jego brat Ezzelino III da Romano z Treviso.
W latach 1311–1387 Vicenzą rządził ród Della Scala (Scaligeri) z Werony. Po przejściowych rządach Viscontich z Mediolanu, miasto w 1404 przeszło pod panowanie Wenecji (1404–1797).
W połowie XVI wieku Vicenza była kandydatką na siedzibę soboru, który ostatecznie odbył się w Trydencie.
Również w XVI w. tworzył w mieście i okolicy renesansowy architekt Andrea Palladio.
Po wojnach napoleońskich Vicenza wraz z Wenecją przypadła Austrii. W 1866 weszła w skład Królestwa Włoch.
W czasie I i II wojny światowej w rejonie Vicenzy toczyły się ciężkie walki. W latach 1944–1945 miasto było bombardowane. Zniszczone zostały m.in. dwa teatry. Zginęło 2000 osób.
Po wojnie, w czasie włoskiego „cudu gospodarczego” Vicenza stała się jednym z najbogatszych miast włoskich.
Od 1990 znajduje się tu filia Uniwersytetu Padewskiego – Instytut Inżynierii Zarządzania w Vicenza.

## Ludzie związani z Vicenzą
- Aulus Caecina Alienus (I w.) – generał rzymski, kwestor Hispania Baetica w 68
- Augustyn Luciani (zm. 1493) – biskup czeskich utrakwistów
- Niccolò Leoniceno (Nicolo Leoniceno, Nicolaus Leoninus, Nicolaus Leonicenus Vicentinus, Nicolo Lonigo, Nicolò da Lonigo da Vincenza) (1428–1524) – włoski przyrodnik i humanista
- Valerio Belli (Valerio Vicentino) (1468–1546) – medalierz, miedziorytnik i twórca intaglio
- Gian Giorgio Trissino (1478–1550) – poeta i językoznawca
- Francesco Chieregati (1479–1539) – nuncjusz apostolski w Anglii, Hiszpanii, Portugalii, biskup Teramo-Atri
- św. Kajetan (1480-1547) prezbiter i założyciel zakonu Teatynów.
- Luigi Da Porto (1485–1529) – pisarz i historyk, znany jako autor Romea i Julii, będącej inspiracją dla Szekspira
- Antonio Pigafetta (1491–1534) – włoski podróżnik i kronikarz, uczestnik wyprawy Magellana
- Andrea Palladio (1508–1580) – architekt
- Nicola Vicentino (1511–1575 lub 1576) – kompozytor i teoretyk muzyki
- Vincenzo Scamozzi (1548–1616) – architekt
- Giacomo Zanella (1820–1888) – poeta
- Adolfo Farsari (1841–1898) – włoski fotograf, pracujący w Japonii
- Antonio Fogazzaro (1842–1911) – pisarz i poeta
- Maria Bertilla Boscardin (1888–1922) – zakonnica i pielęgniarka, kanonizowana w 1961
- Tullio Campagnolo (1901–1983) – włoski kolarz, wynalazca i producent rowerów
- Roberto Busa (1913–2011) – jezuita, ksiądz, pionier użycia komputerów do analizy lingwistycznej tekstu, autor Index Thomisticus
- Mariano Rumor (1915–1990) – włoski polityk
- Luigi Meneghello (1922–2007) – pisarz i nauczyciel akademicki
- Flo Sandon’s (Mammola Sandon) (1924–2006) – włoska piosenkarka
- Goffredo Parise (1929–1986) – pisarz i dziennikarz
- Federico Faggin (ur. 1941) – fizyk i przedsiębiorca
- Sonia Gandhi (ur. 1946) – indyjska działaczka polityczna
- Paolo Rossi (ur. 1956) – włoski piłkarz
- Massimo Biasion (ur. 1958) – kierowca wyścigowy
- Gelindo Bordin (ur. 1959) – włoski lekkoatleta, maratończyk
- Roberto Baggio (ur. 1967) – włoski piłkarz
- Amy Adams (ur. 1974) – amerykańska aktorka

## Zabytki
Historyczne centrum miasta zostało wpisane w 1994 r. na Listę światowego dziedzictwa UNESCO.
Zabytki sakralne
- Katedra (XIII – XVI w.)
- Kościół Santi Felice e Fortunato(X, XII w.)
- Sanktuarium Matki Bożej z Monte Berico
- Kościół Santa Maria in Araceli (projekt wykonał prawdopodobnie Guarino Guarini)
- Kościół San Vincenzo

Budowle świeckie
- Budowle A. Palladia:
  - Basilica Palladiana
  - Palazzo del Capitaniato
  - Palazzo Chiericati
  - Palazzo Barbaran da Porto
  - Casa Cogollo
  - Palazzo Porto
  - Palazzo Porto in piazza Castello
  - Palazzo Thiene Bonin Longare
  - Palazzo Valmarana
  - Arco delle Scalette
  - Teatro Olimpico
  - Wille: La Rotonda, Villa Gazzotti, Villa Trissino a Cricoli

## Zdjęcia zabytków Vicenzy

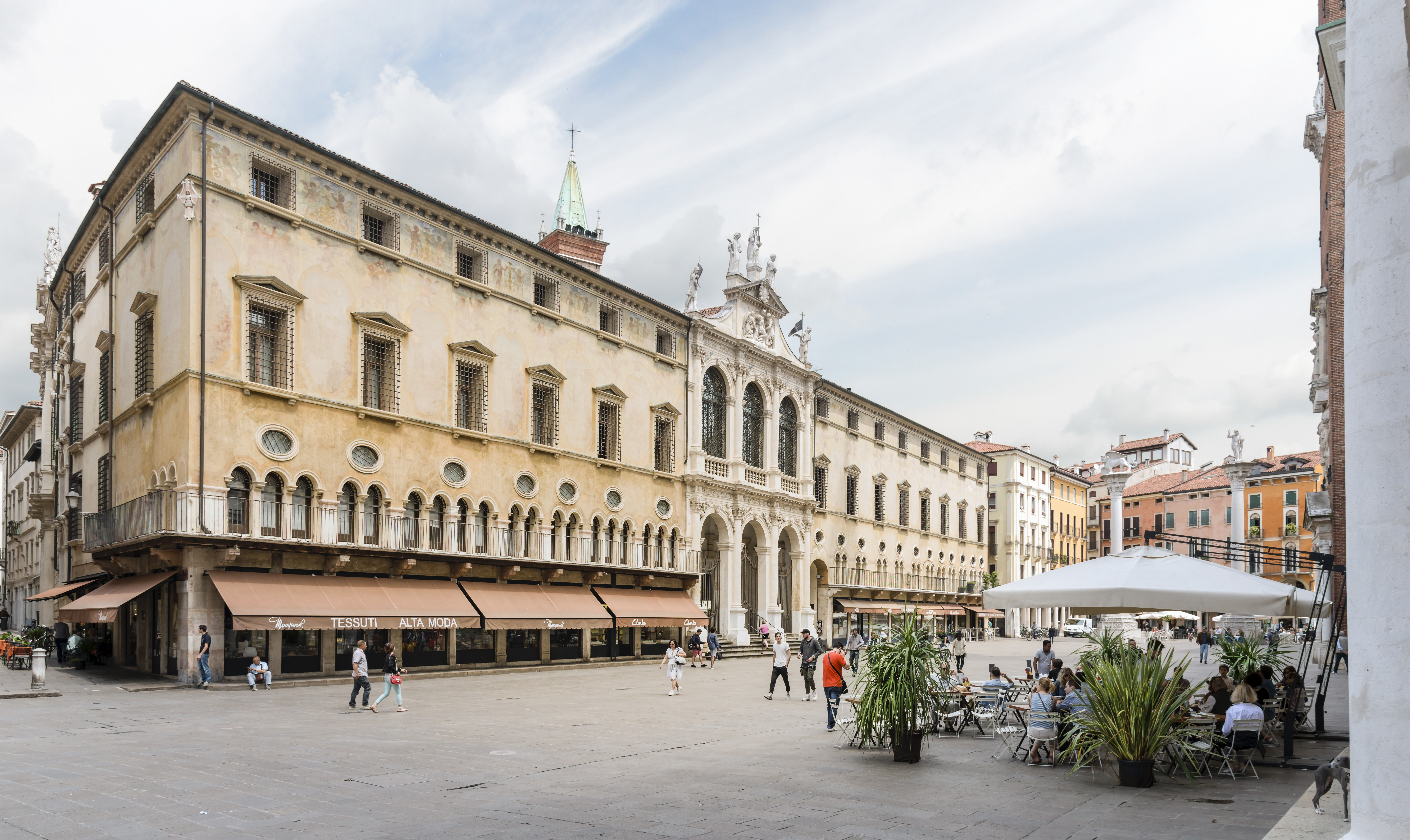
Piazza dei Signori
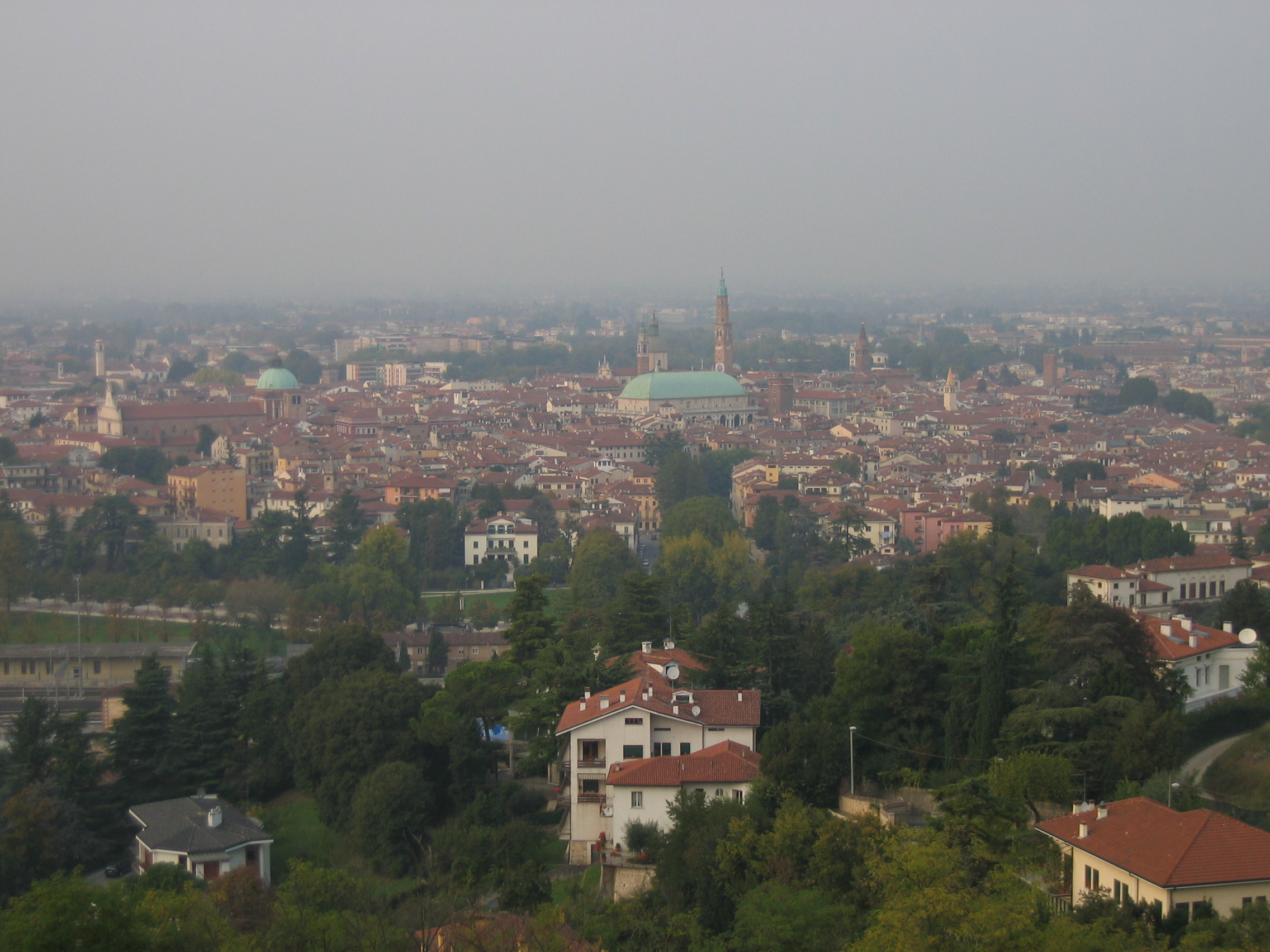
Panorama historycznego centrum miasta

Zabytki sakralne

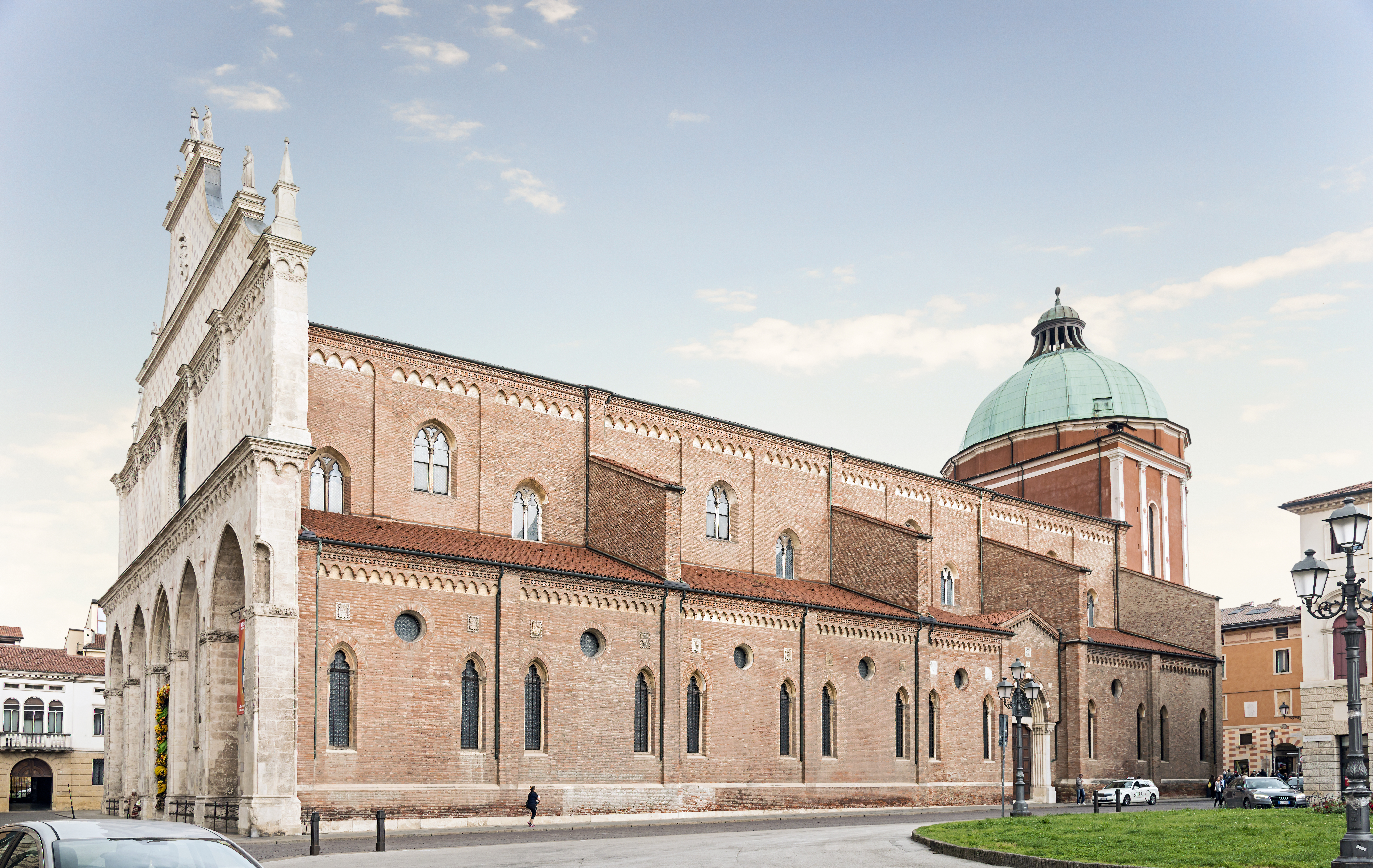
Katedra
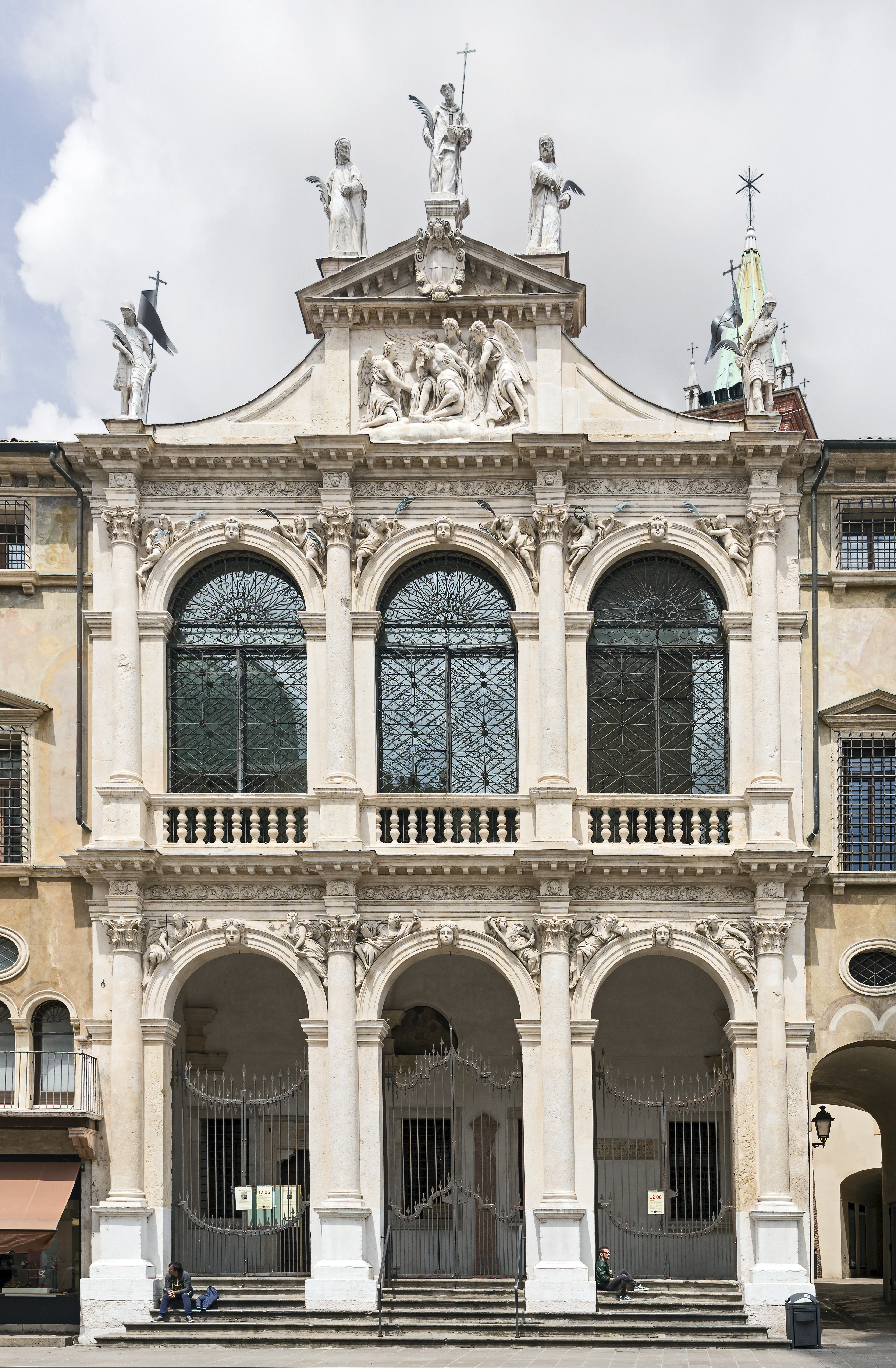
Kościół San Vincenzo
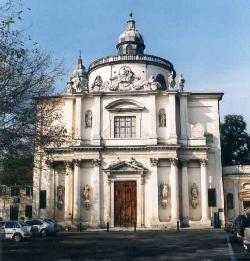
Kościół Santa Maria in Araceli
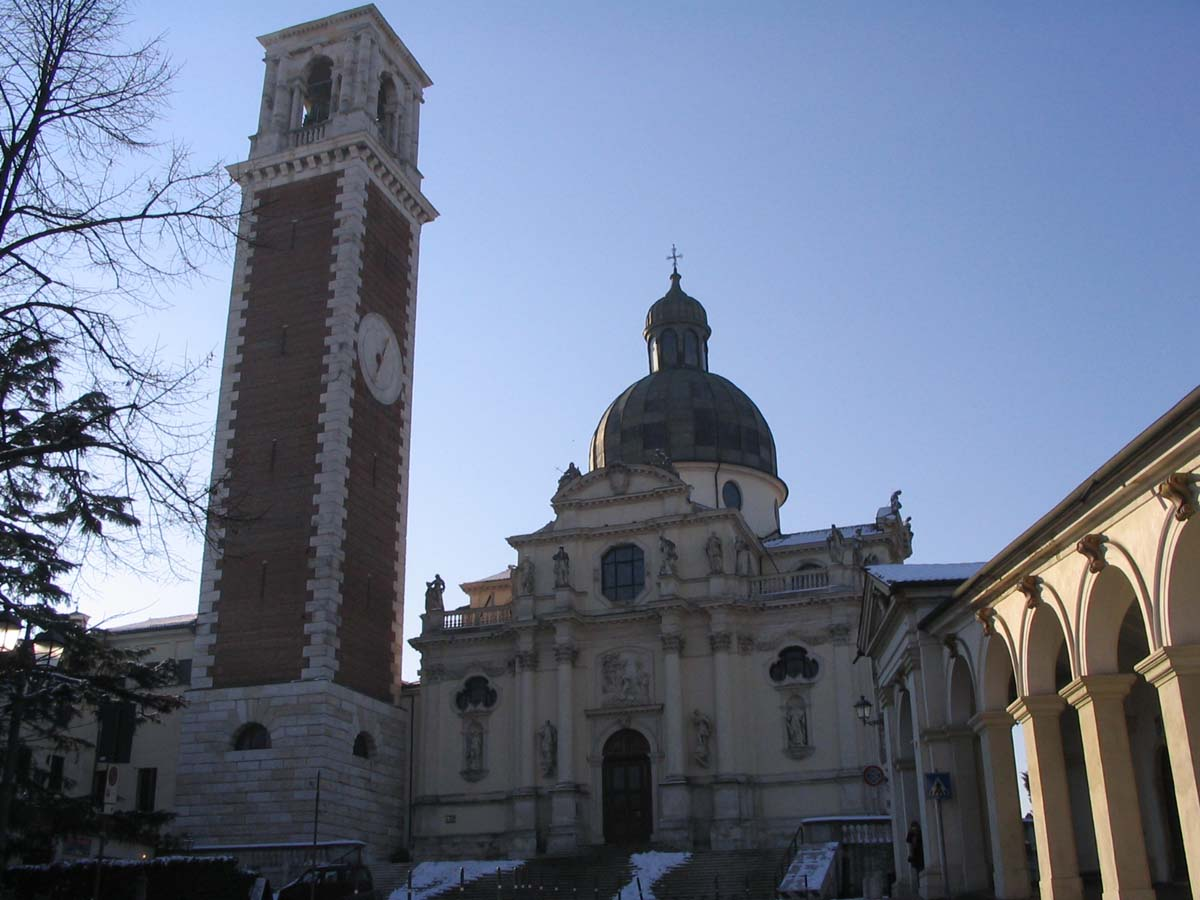
Sanktuarium Madonna di Monte Berico

Dzieła A. Palladia

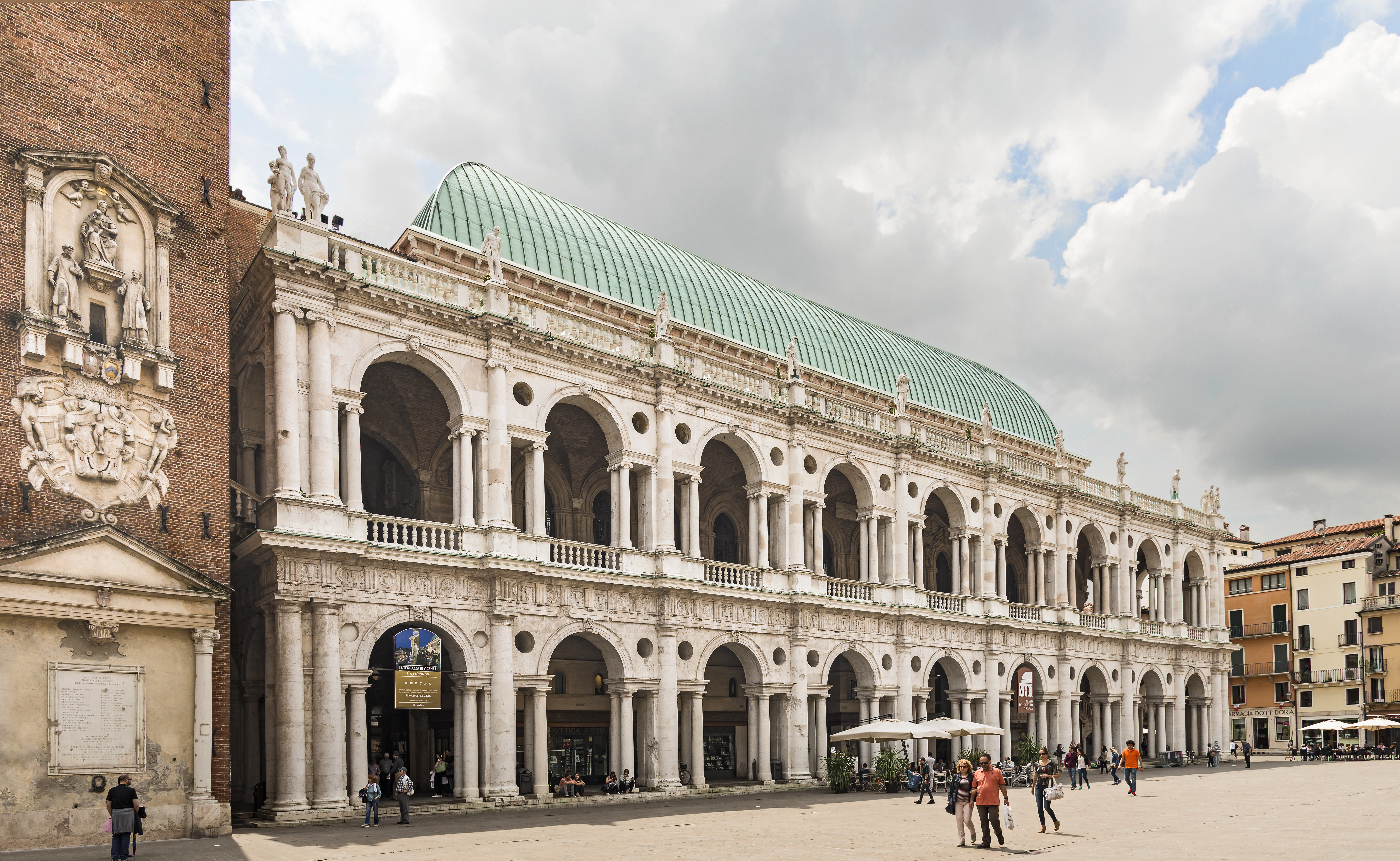
Basilica Palladiana
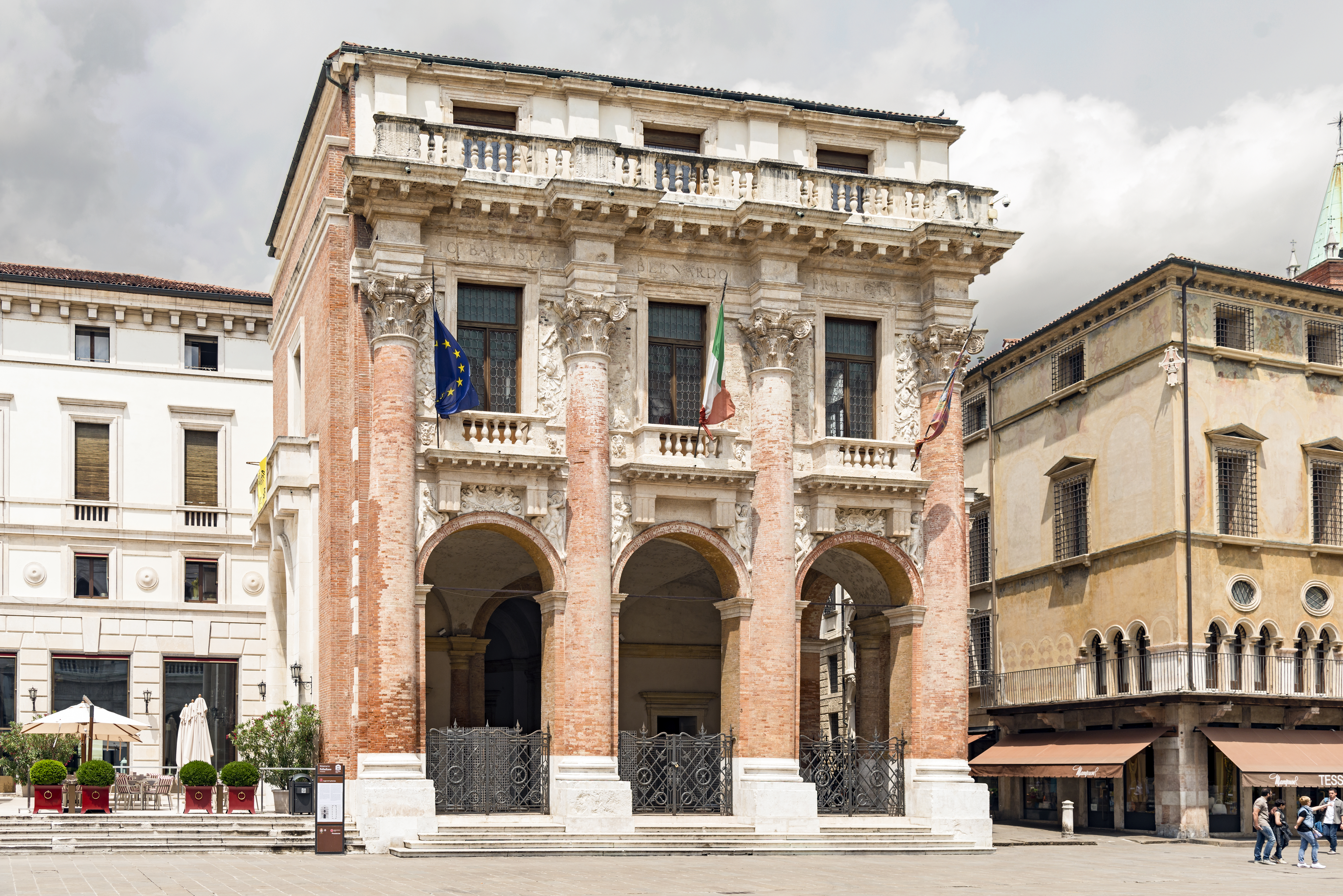
Palazzo del Capitanio
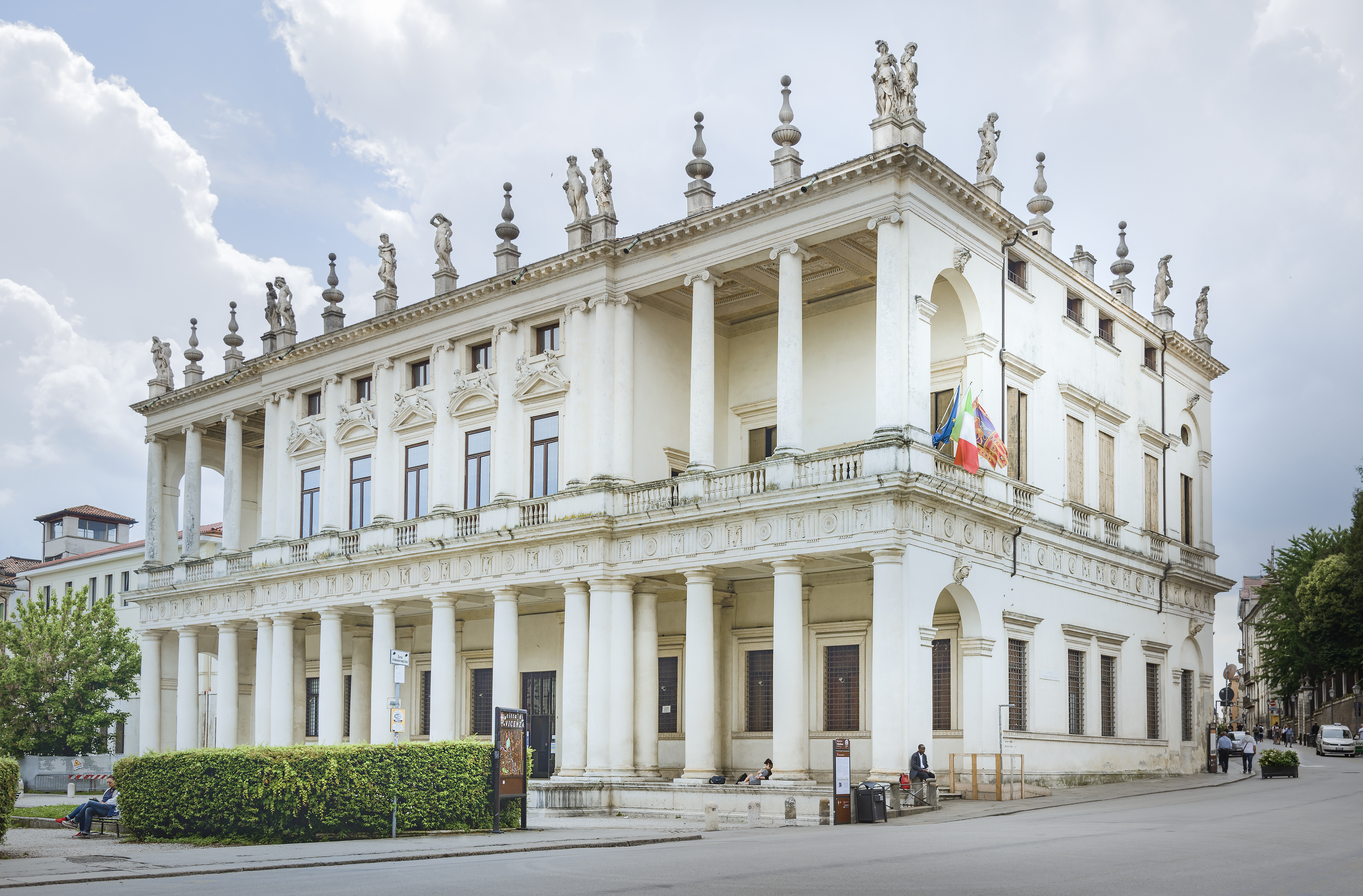
Palazzo Chiericati
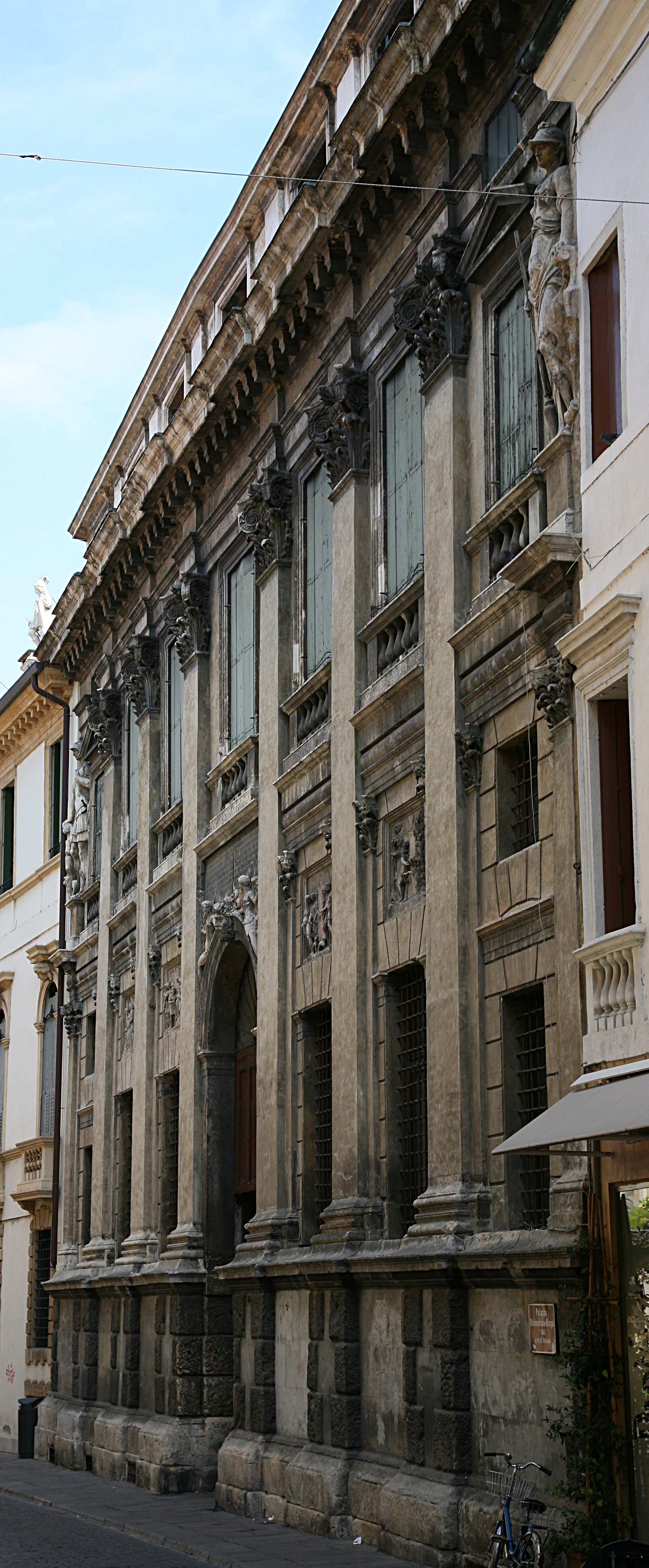
Palazzo Valmarana
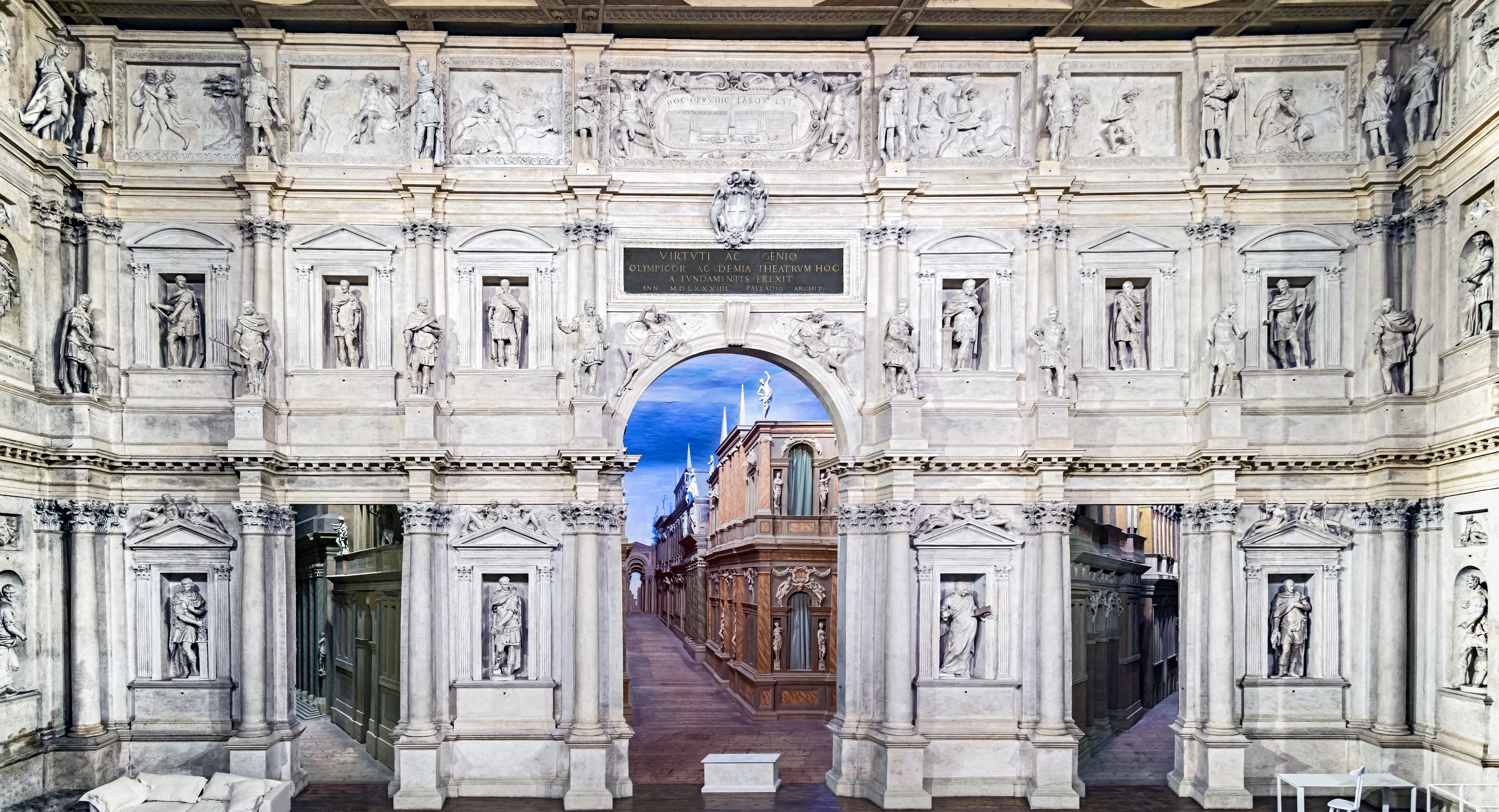
Teatro olimpico
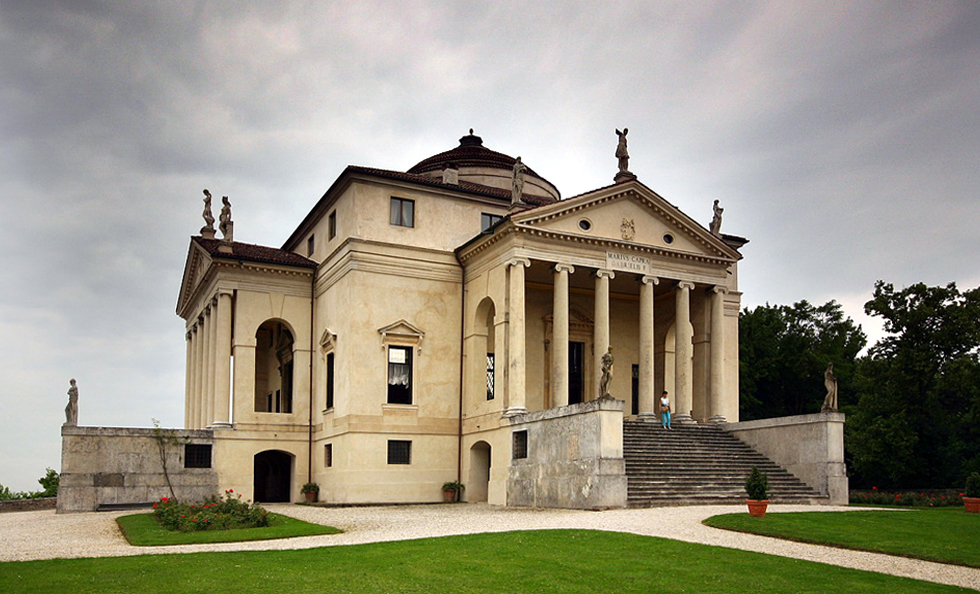
La Rotonda

## Miasta partnerskie
- Francja: Annecy
- Niemcy: Pforzheim
- Chorwacja: Osijek